# Jagdgeschwader 77
77-ма винищувальна ескадра «Червовий туз» (нім. Jagdgeschwader 77 "Herz Ass") — винищувальна ескадра Люфтваффе за часів Другої світової війни.

## Історія
77-ма винищувальна ескадра веде свою історію зі створення 1 травня 1939 року I./JG77 на основі I./JG331.

### Райони бойових дій та дислокації 77-ї ескадри
- Німеччина (травень 1939 — травень 1940);
- Бельгія, Франція (травень — червень 1940);
- Німеччина (червень — листопад 1940);
- Франція (листопад 1940 — березень 1941);
- Румунія (квітень 1941);
- Греція (квітень — травень 1941);
- Румунія (червень 1941);
- Східний фронт (південний напрямок) (червень 1941 — жовтень 1942);
- Італія (жовтень 1942);
- Північна Африка (листопад 1942 — травень 1943);
- Італія (травень 1943 — вересень 1944);
- Австрія, Угорщина (вересень — жовтень 1944);
- Німеччина (жовтень 1944 — січень 1945);
- Чехословаччина (січень — травень 1945).

### Основні райони базування штабу 77-ї винищувальної ескадри[1]
| Час                                 | Місто                                 | Підпорядкування | Основний літак  |
| ----------------------------------- | ------------------------------------- | --------------- | --------------- |
| 1—21 жовтня 1939                    | Ноймюнстер                            | Jafü 3          | Bf 109E         |
| 21— 28 жовтня 1939                  | Кельн-Остгейм                         | Jafü 3          | Bf 109E         |
| 28 жовтня 1939 — 9 травня 1940      | Бонн-Хангелаг                         | Jafü 3          | Bf 109E         |
| 9—11 травня 1940                    | Пеппенгофен                           | Jafü 3          | Bf 109E         |
| 11—13 травня 1940                   | Ельзеборн                             | Jafü 3          | Bf 109E         |
| 13—17 травня 1940                   | Мете                                  | Jafü 3          | Bf 109E         |
| 17—24 травня 1940                   | Філіппвіль                            | Jafü 3          | Bf 109E         |
| 24 травня 1940 — 9 червня 1940      | Монтекуве                             | Jafü 3          | Bf 109E         |
| 9—11 червня 1940                    | Бонн-Хангелаг                         | Jafü 3          | Bf 109E         |
| 11 червня — 30 листопада 1940       | Деберіц                               | Jafü 3          | Bf 109E         |
| 30 листопада 1940 — 28 березня 1941 | Дінан                                 | Jafü 3          | Bf 109E         |
| 28 березня — 2 квітня 1941          | Мюнхендорф                            | Jafü 3          | Bf 109E         |
| 2—16 квітня 1941                    | Дета                                  | Jafü 3          | Bf 109E         |
| 16—19 квітня 1941                   | Корінос                               | Jafü 3          | Bf 109E         |
| 19—22 квітня 1941                   | Лариса                                | Jafü 3          | Bf 109E         |
| 22—27 квітня 1941                   | Алмірос                               | Jafü 3          | Bf 109E         |
| 27 квітня — 11 травня 1941          | Танагра                               | Jafü 3          | Bf 109E         |
| 11 травня — 1 червня 1941           | Молаой                                | Jafü 3          | Bf 109E         |
| 1—21 червня 1941                    | Бухарест                              | Jafü 3          | Bf 109E/Bf 109F |
| 21 червня — 2 липня 1941            | Бакеу                                 | Jafü 3          | Bf 109F         |
| 2—16 липня 1941                     | Ясси                                  | Jafü 3          | Bf 109F         |
| 16—24 липня 1941                    | Бєльці                                | Jafü 3          | Bf 109F         |
| 24 липня — 1 серпня 1941            | Кишинів                               | Jafü 3          | Bf 109F         |
| 1—8 серпня 1941                     | Бєльці                                | Jafü 3          | Bf 109F         |
| 8—12 серпня 1941                    | Балта-Східна                          | Jafü 3          | Bf 109F         |
| 12—17 серпня 1941                   | Вознесенськ                           | Jafü 3          | Bf 109F         |
| 17 серпня — 14 вересня 1941         | Миколаїв                              | Jafü 3          | Bf 109F         |
| 14 вересня — 4 листопада 1941       | Чаплинка                              | Jafü 3          | Bf 109F         |
| 4 листопада 1941 — 2 червня 1942    | Сарапуз                               | Jafü 3          | Bf 109F         |
| 12—17 серпня 1941                   | Благодатне                            | Jafü 3          | Bf 109F         |
| 17 серпня — 14 вересня 1941         | Багерове                              | Jafü 3          | Bf 109F         |
| 15 вересня — 11 жовтня 1942         | Красногвардійське                     | Jafü 3          | Bf 109G         |
| 11—24 жовтня 1942                   | Мюнхен                                | —               | Bf 109G         |
| 24 жовтня — 3 листопада 1942        | Барі                                  | —               | Bf 109G         |
| 3—5 листопада 1942                  | Бір-ель-Ашхаб                         | —               | Bf 109G         |
| 5—9 листопада 1942                  | Камбут                                | —               | Bf 109G         |
| 9—11 листопада 1942                 | Бір-ель-Арка                          | —               | Bf 109G         |
| 11—13 листопада 1942                | Мартуба                               | —               | Bf 109G         |
| 13—14 листопада 1942                | Західна Берка, біля Ель-Агейла        | —               | Bf 109G         |
| 14 листопада — 15 грудня 1942       | Арко-Філанорум, біля Ель-Агейла       | —               | Bf 109G         |
| 15 грудня — 19 грудня 1942          | Ваді Тамет, біля Меденін              | —               | Bf 109G         |
| 19—25 грудня 1942                   | Таверга                               | —               | Bf 109G         |
| 25 грудня 1942 — 17 січня 1943      | Бір-Дуфан                             | —               | Bf 109G         |
| 17—22 січня 1943                    | Кастель-Беніто                        | —               | Bf 109G         |
| 22 січня — 15 лютого 1943           | Зуара                                 | —               | Bf 109G         |
| 15 лютого — 6 квітня 1943           | Ла-Фанконері                          | —               | Bf 109G         |
| 6—18 квітня 1943                    | Сан-Марі дю Зі, біля Загван           | —               | Bf 109G         |
| 18 квітня — 6 травня 1943           | Кретевіль                             | —               | Bf 109G         |
| 6—8 травня 1943                     | Корбус                                | —               | Bf 109G         |
| 8—12 травня 1943                    | Трапані                               | —               | Bf 109G         |
| 12 травня — 13 червня 1943          | Барі                                  | —               | Bf 109G         |
| 13 червня — 13 липня 1943           | Трапані                               | —               | Bf 109G         |
| 13—16 липня 1943                    | Вібо-Валентія                         | —               | Bf 109G         |
| 16 липня — 20 серпня 1943           | Камігліателло, біля Корильяно-Калабро | —               | Bf 109G         |
| 20 серпня — 21 вересня 1943         | Фоджа                                 | —               | Bf 109G         |
| 21 вересня — 13 листопада 1943      | Альбано-Лаціале                       | —               | Bf 109G         |
| 13 листопада 1943 — 27 січня 1944   | Пінероло                              | —               | Bf 109G         |
| 27 січня — 1 травня 1944            | Поволетто                             | —               | Bf 109G         |
| 1 травня — 30 червня 1944           | Феррара                               | —               | Bf 109G         |
| 30 червня — 24 серпня 1944          | Беттола                               | —               | Bf 109G         |
| 24 серпня — 9 вересня 1944          | Віллафранка-Падована                  | —               | Bf 109G         |
| 9 вересня — ? вересня 1944          | Відень-Асперн                         | —               | Bf 109G         |
| ? вересня — жовтень 1944            | Фелсо-Абрані                          | —               | Bf 109G         |
| Жовтень 1944 — 18 січня 1945        | Дортмунд                              | —               | Bf 109G         |
| 18—24 січня 1945                    | Охлау                                 | —               | Bf 109G         |
| 24 січня — 15 квітня 1945           | Бенешов                               | —               | Bf 109G         |
| 15 квітня — 1 травня 1945           | Простейов                             | —               | Bf 109G         |
| 1—8 травня 1945                     | Скутеч                                | —               | Bf 109G         |

## Командування

### Командири
- Оберстлейтенант барон Айтель-Фрідріх Редігер фон Мантойффель (нім. Eitel-Friedrich Roediger Freiherr von Manteuffel) (1 жовтня 1939 — 22 грудня 1940);
- Майор Бернгард Вольденга (нім. Bernhard Woldenga) (2 січня — 23 червня 1941);
- Майор Готтардт Гандрік (нім. Gotthard Handrick) (23 червня 1941 — 16 травня 1942);
- Майор Гордон Голлоб (нім. Gordon M. Gollob) (16 травня — 30 вересня 1942);
- Гауптман, з грудня 1942 майор Йоахім Мюнхеберг (нім. Joachim Müncheberg) (1 жовтня 1942 — 23 березня 1943);
- Оберстлейтенант Йоганнес Штайнгофф (нім. Johannes Steinhoff) (1 квітня 1943 — 1 грудня 1944);
- Майор Йоганнес Вайссе (нім. Johannes Weisse) (1 — 25 грудня 1944);
- Майор Зігфрід Фрейтаг (нім. Siegfried Freytag) (26 — 29 грудня 1944), ТВО;
- Майор Еріх Ляє (нім. Erich Leie) (29 грудня 1944 — 7 березня 1945);
- Майор Зігфрід Фрейтаг (7 березня — 1 квітня 1945), ТВО;
- Майор Фріц Лозігкайт (нім. Fritz Losigkeit) (1 квітня — 8 травня 1945).

## Бойовий склад 77-ї винищувальної ескадри
- Штаб (Stab/JG77)[3]
- 1-ша група (I./JG77)[4]
- 2-га група (II./JG77)[5]
- 3-тя група (III./JG77)[6]
- Навчально-бойова група (Erg.Gr.JG77)[7]
- Ескадрилья прикриття (Ölschutzstaffel)[8]

## Відео
- Pilotos da JG 77 na África [Архівовано 10 липня 2014 у Wayback Machine.]